# Hanna-Marie Weydahl
Hanna-Marie Salvesen Weydahl, född 30 juni 1922 i Tjøme, död 5 januari 2016 i Oslo, var en norsk klassisk pianist.
Weydahl var elev till bland andra Reimar Riefling samt vid musikkonservatoriet i Bryssel och Cortots musikskola i Paris. Hon debuterade i Oslo 1940. Vid ett flertal konserter både i och utanför Norge har hon gjort en stor insats för att skapa förståelse för Fartein Valens musik. Hon var försteamanuens vid Norges musikhögskola 1973–1991. År 1986 erhöll hon norske kungens förtjänstmedalj i guld.